# Herman C. Raymaker
Herman C. Raymaker est un scénariste et réalisateur américain, né le 22 janvier 1893 à Oakland (Californie), et mort le 6 mars 1944 à Long Island, dans l'État de New York. 

## Biographie
Herman C. Raymaker réalise une cinquantaine de films entre 1917 et 1934. Ses deux seuls films parlants sont Trailing the Killer (en) (1932) et Adventure Girl (1934).

## Filmographie

### Comme réalisateur
- 1917 : Un automate très autonome (A Clever Dummy)
- 1917 : A Dog's Own Tale
- 1917 : Dad's Downfall
- 1917 : His Marriage Failure
- 1917 : His Precious Life
- 1917 : Innocent Sinners
- 1917 : Sole Mates
- 1917 : The Camera Cure
- 1917 : The Telephone Belle
- 1918 : A Lady Killer's Doom
- 1918 : A Playwright's Wrong
- 1918 : First Aid
- 1918 : Foxy Ambrose
- 1921 : A Bedroom Scandal
- 1921 : After the Dough
- 1921 : Beach Nuts
- 1922 : Better Late Than Never
- 1922 : Sting 'em Sweet
- 1923 : Always Late
- 1923 : Our Pet
- 1923 : Paging Love
- 1923 : Rides and Slides
- 1923 : Sunny Gym
- 1923 : Why Dogs Leave Home
- 1924 : A Wild Goose Chase
- 1924 : Faster Foster
- 1924 : Home Cooking
- 1924 : Hot Sands
- 1924 : Racing Luck (en)
- 1924 : The Flower Girl
- 1924 : The Golf Bug
- 1925 : Below the Line
- 1925 : The Love Hour
- 1925 : Tracked in the Snow Country
- 1926 : A Hero of the Big Snows
- 1926 : His Jazz Bride
- 1926 : Millionaires
- 1926 : The Night Cry
- 1927 : Flying Luck
- 1927 : Simple Sis
- 1927 : The Gay Old Bird
- 1928 : Under the Tonto Rim
- 1932 : Trailing the Killer
- 1934 : Adventure Girl

### Comme scénariste
- 1925 : Keep Smiling (en) de Gilbert W. Pratt
- 1925 : Tracked in the Snow Country

## Source de la traduction
- (en) Cet article est partiellement ou en totalité issu de l’article de Wikipédia en anglais intitulé « Herman C. Raymaker » (voir la liste des auteurs).